# Carmen Gaete
Carmen Gaete Nieto del Río (Valparaíso, 1938 - Santiago de Chile, 2014) fue una escritora, editora y poeta chilena galardonada con el Premio Gabriela Mistral (1958). Ha publicado en varias ediciones de El Diario Ilustrado y las revistas Zig-Zag, 7 Días y Camino; además, fue esposa del también escritor Enrique Bunster (1912-1976), del que editó algunas obras. De acuerdo a Carlos Órdenes Pincheira, su poesía se caracteriza por su «auténtica jerarquía que sobrecoge por su hondura y por la certeza de la autora al bucear y sacar a la luz esa angustiante agonía de siglos del hombre. Pasajes conducentes a raros entornos», mientas que con motivo de su libro Voz reunida (1998), Volodia Teitelboim señaló «Hay en ella una reflexión honda, de tono violáceo, soñadora, trascendente». Ambas opiniones son compartidas con matices por otros críticos literarios.

## Obra
- Resultado de brumas (Castro Barrera y Cia., 1958).
- El pan nuestro (1969).
- Valparaíso y otras almas (1970).
- En estado de gracia (impresión de 1966, 1972).
- Hojas de acanto: antología (Eds. del Pen Club Internacional Chile, 1982).
- La piel de Chile (Eds. Círculo Operacional de Artes Integradas, 1988).
- Voz reunida: poemas (Eds. Rumbos, 1998).